# 奇克斯冰原島峰
74°58′S 72°49′W / 74.967°S 72.817°W
奇克斯冰原島峰（英語：Cheeks Nunatak），是南極洲的冰原島峰，位於帕爾默地，處於梅里克山脈西北面22公里，美國地質調查局根據測量和該國海軍的空中照片繪入地圖，現時由南極條約體系管理。